# Liliidae
Sous-classe
Les Liliidae sont une sous-classe de plantes monocotylédones. 
Dans la classification classique de Cronquist (1981), elle est divisée en deux ordres :
- Liliales
- Orchidales.

Ce regroupement est abandonné par la classification phylogénétique.
Dans les classifications de Dahlgren (1980) et de Thorne (1992), les Monocotylédones correspondent à la sous-classe des Liliidae.